# 張平 (三國)
張平（？—？），范陽方城（今河北固安）人，曾任曹魏漁陽太守。有子張華，晉初任中書令、散騎常侍。在張華年幼時，張平已經去世，家境敗落，只能以牧羊為生。